# داون كروسبي
داون كروسبي (بالإنجليزية: Dawn Crosby)‏ هي مغنية أمريكية، ولدت في 5 أبريل 1963 في Oxon Hill, Maryland ‏ في الولايات المتحدة، وتوفيت في 15 ديسمبر 1996 في لوس أنجلوس في الولايات المتحدة.

## وصلات خارجية
- داون كروسبي على موقع ميوزك برينز (الإنجليزية)
- داون كروسبي على موقع ديسكوغز (الإنجليزية)